# Pacific Rugby Cup 2006
El Pacific Rugby Cup del 2006 fue la primera edición del torneo de rugby en el que la disputaron 6 equipos.
En esta edición el torneo se disputó con franquicias establecidas en Fiyi, Samoa y Tonga.
El primer campeón de la competencia fue el equipo samoano Savaii Samoa.

## Equipos participantes
- Savaii Samoa
- Upolu Samoa
- Fiji Warriors
- Fiji Barbarians
- Tau'uta Reds
- Tautahi Gold

## Clasificación
| Pos. | Equipo          | Encuentros | Encuentros | Encuentros | Encuentros | Tantos  | Tantos    | Tantos     | Puntos Bonus | Puntos Totales |
| Pos. | Equipo          | jugados    | ganados    | empatados  | perdidos   | a favor | en contra | diferencia | Puntos Bonus | Puntos Totales |
| ---- | --------------- | ---------- | ---------- | ---------- | ---------- | ------- | --------- | ---------- | ------------ | -------------- |
| 1    | Savaii Samoa    | 5          | 4          | 0          | 1          | 120     | 81        | +39        | 2            | 18             |
| 2    | Fiji Warriors   | 5          | 3          | 1          | 1          | 112     | 72        | +40        | 2            | 17             |
| 3    | Fiji Barbarians | 5          | 2          | 1          | 2          | 76      | 73        | +3         | 2            | 12             |
| 4    | Tau'uta Reds    | 5          | 2          | 0          | 3          | 70      | 89        | -19        | 2            | 10             |
| 5    | Upolu Samoa     | 5          | 1          | 1          | 3          | 81      | 113       | -32        | 1            | 7              |
| 6    | Tautahi Gold    | 5          | 1          | 1          | 3          | 62      | 94        | -32        | 1            | 7              |

Nota: Se otorgan 4 puntos al equipo que gane un partido y 2 al que empate
Puntos Bonus: 1 punto por convertir 4 tries o más en un partido y 1 al equipo que pierda por no más de 7 tantos de diferencia
|  | Finalista |

### Final
| 20 de mayo | Savaii Samoa | 10 - 5 | Fiji Warriors | Marist Grounds, Apia          |  |
|            |              |        |               | Asistencia: 2500 espectadores |  |

| Bandera de Samoa     |
| Campeón Savaii Samoa |
| Primer título        |